# Wilhelm Streitberg
Wilhelm August Streitberg (* 23. Februar 1864 in Rüdesheim am Rhein; † 19. August 1925 in Leipzig) war ein Indogermanist, der sich auf germanische Sprachen spezialisierte, insbesondere das Gotische. 

## Leben
Streitberg studierte ab 1884 Vergleichende Sprachwissenschaft, Germanistik, Romanistik und Klassische Philologie an der Akademie Münster. 1885 wechselte er an die Universität Leipzig und konzentrierte sich dort bei bekannten Professoren wie Karl Brugmann und Ernst Windisch  auf die Indogermanistik. 1888 wurde er mit der Dissertation Die Abstufung der Nominalsuffixe -io- und -ien- im Germanischen und ihr Verhältnis zu der des Indogermanischen zum Dr. phil. promoviert; diese Arbeit markiert den Beginn seiner langen Beschäftigung mit dem Phänomen des Ablauts in den germanischen Sprachen.
Im Jahr 1888/89 vertiefte Streitberg seine Studien an der Berliner Universität. Anschließend habilitierte er sich 1889 in Leipzig für Germanische Philologie und Indogermanische Sprachwissenschaft. Noch im selben Jahr wurde er als ordentlicher Professor der Sprachwissenschaft an die neu gegründete katholische Universität Freiburg (Schweiz) berufen, wo er neun Jahre lang tätig war. Während dieser Zeit begründete er 1892 mit seinem ehemaligen Lehrer Karl Brugmann die Zeitschrift „Indogermanische Forschungen“.
Wegen Meinungsverschiedenheiten mit dem Dominikanerorden und der Erziehungsdirektion des Kantons Freiburg gab Streitberg (zusammen mit sieben anderen Professoren) seinen Lehrstuhl 1898 auf und kehrte als Privatdozent nach Leipzig zurück. 1899 wurde er als außerordentlicher Professor für Indogermanische Sprachwissenschaft und Sanskrit an die Akademie Münster berufen, die 1902 zur Universität erhoben wurde. 1906 wurde Streitberg zum ordentlichen Professor ernannt und als ordentliches Mitglied der Historischen Kommission für Westfalen gewählt.
Im Jahr 1909 folgte Streitberg einem Ruf an die Universität München auf den neu eingerichteten Lehrstuhl für Indogermanische Sprachwissenschaft. Zugleich wurde er zum außerordentlichen Mitglied der Bayerischen Akademie der Wissenschaften ernannt, 1911 zum ordentlichen Mitglied.
1920 wechselte Streitberg an die Universität Leipzig als Nachfolger von Karl Brugmann. Der Bayerischen Akademie blieb er als auswärtiges Mitglied verbunden; die Sächsische Akademie der Wissenschaften wählte ihn 1921 zum ordentlichen Mitglied.
Er war mit Gertrud Leskien, einer Tochter des Indogermanisten August Leskien, verheiratet.

## Werke (Auswahl)
als Autor
- Zur germanischen Sprachgeschichte. Trübner, Straßburg 1892. (Reprint und Digitalisat 2019, de Gruyter Mouton)
- Urgermanische Grammatik. Einführung in das vergleichende Studium der altgermanischen Dialekte. 4. Aufl. Winter, Heidelberg 1974, ISBN 3-533-00504-6 (EA 1896).
- Gotisches Elementarbuch. 5./6. Aufl. Winter, Heidelberg 1920  (EA 1897).

als Herausgeber
- Die gotische Bibel. Winter, Heidelberg 2000 (Nachdr. d. Ausg. Heidelberg 1908/10).

1. Der gotische Text und seine griechische Vorlage. 2000, ISBN 3-8253-0745-X.
2. Gotisch-griechisch-deutsches Wörterbuch. 2000, ISBN 3-8253-0746-8.